# ستيف لوسون
ستيف لوسون (بالإنجليزية: Steve Lawson)‏ هو لاعب كرة قدم أمريكية أمريكي، ولد في 4 يناير 1949 في أثينا في الولايات المتحدة.

## وصلات خارجية
- ستيف لوسون على موقع مرجع كرة القدم المحترفة.كوم (الإنجليزية)